# Maiden Quest
Maiden Quest (titulado en las emisiones en español como Todo por la Doncella, para Hispanoamérica, y Justa por la doncella para España) es el cuarto episodio de la quinta temporada de la serie de televisión estadounidense de drama sobrenatural y policial Grimm. El guion principal del episodio fue escrito por Brenna Kouf, mientras que la dirección general estuvo a cargo de Hanelle Culpepper. 
El episodio se transmitió originalmente el 20 de noviembre del año 2015 por la cadena de televisión NBC. En Hispanoamérica el episodio se estrenó el 9 de marzo de 2016 por el canal Universal Channel.
Un mafioso le ordena a tres de sus principales hombres matar a otro mafioso, ofreciéndole al que logre matarlo, la mano de su hija (interpretada por Madeline Zima, célebre en su papel de la hija menor en La Nanny), todos son Weten Ogen. Se trata de una Maagd Zoektocht (sinónimo de Maiden Quest), una antiquísima costumbre wesen, por la que un hombre debe superar una serie de obstáculos y riesgos para hacerse merecedor de la doncella. Al fracasar el primer intento de asesinato, Nick, Hank y Wu intervienen, pero la trama es más compleja de lo que parece. En la última escena, Nick escucha ruidos en la puerta de su casa y resulta que es Trubel, que se encuentra malherida.

## Título y epígrafe
El título, Maiden Quest, no tiene traducción adecuada al español, porque no hay un correlato para la palabra "quest". En el uso que se le otorga en la serie, "quest" es una palabra utilizada muchas veces en escenarios mitológicos o relatos medievales, que se aproxima a "odisea" o "misión", y hace referencia a travesías y búsquedas llenos de peligros y desafíos, que se deben superar para merecer el objetivo. Como "maiden" quiere decir "doncella", la expresión del título se aproxima a Misión Doncella u Odisea por la Doncella.  
El título se refiere a la trama principal del capítulo, en la que un mafioso ordena a tres de sus principales hombres, asesinar a otro mafioso, con la promesa de que quien lo logre se casará con su hija. La trama está inspirada en el cuento Las doce princesas bailarinas, de donde está tomado el epígrafe que preside el capítulo. La trama principal de la serie se refiere a una antiquísima tradición wesen llamada Maagd Zoektocht, expresión neerlandesa que textualmente quiere decir Maiden Quest.
El epígrafe del capítulo es una traducción libre de su original en alemán, de una frase del primer párrafo del cuento "Las doce princesas bailarinas", recopilado por los hermanos Grimm, ubicado como nº 133 en el segundo volumen de su célebre libro Cuentos de la infancia y del hogar (Kinder- und Hausmärchen) publicado en 1815, con sucesivas ediciones de los autores hasta 1857. 

Original en inglés
"After three days and nights, whoever tries and does not succeed shall be put to death."
Versiones en español
Hispanoamérica"Tres días y noches, quien intente y no lo consiga, será castigado con la muerte."
España"Aquel que lo intentara y no lo lograra en tres días, sería ejecutado."

El cuento trata de doce princesas que duermen encerradas por su padre el Rey, quien descubre una mañana que los zapatos de sus hijas están destruidos de tanto bailar. El Rey ofrece a una de sus hijas en matrimonio a la persona que pueda descubrir lo que sucede, pero el que lo intente y no lo descubriera en tres días y tres noches, será ejecutado. Finalmente un viejo soldado descubre que las doncellas salían por una abertura escondida en el piso. Debido a la dureza de la orden del Rey (lo haces o te mueres), Los editores de la era victoriana censuraron la frase usada como epígrafe.
La oración completa en la que se encuentra la cita dice:

Inglés
THERE was once upon a time a King who had twelve daughters, each one more beautiful than the other. They all slept together in one chamber, in which their beds stood side by side, and every night when they were in them the King locked the door, and bolted it. But in the morning when he unlocked the door, he saw that their shoes were worn out with dancing, and no one could find out how that had come to pass. Then the King caused it to be proclaimed that whosoever could discover where they danced at night, should choose one of them for his wife and be King after his death, but that whosoever came forward and had not discovered it within three days and nights, should have forfeited his life.
Español
Había una vez un Rey que tenía doce hijas, cada una más bella que la otra. Todas dormían en una misma habitación, en la que sus camas estaban colocadas una a lado de otra, y cada noche, cuando estaban dentro de ellas, el Rey cerraba la puerta con llave. Pero a la mañana cuando abrió la puerta, vio que sus zapatos habían sido gastados bailando, y nadie pudo descubrir cómo eso pudo haber pasado. Entonces el Rey proclamó que quienquiera sea que pueda descubrir donde bailaron a la noche, podrá escoger una de ellas por esposa y ser Rey luego de su muerte, pero que todo aquel que lo intente y no lo haya descubierto en tres días y tres noches, será condenado a muerte.

## Argumento
Daniel Troyer, un jefe mafioso de la ciudad, le ordena a tres de sus principales hombres matar a un mafioso menor, Frankie, ofreciéndole al que logre matarlo, la mano de su hija Emily (interpretada por Madeline Zima, célebre en su papel de la hija menor en La Nanny), todos son Weten Ogen.
Cuando el primero de los Weten Ogen se dispone a degollar a Frankie ya vencido, un feroz wesen aparece de la nada, matando al asesino a dentelladas. Aterrorizado el mafioso recurre a la policía, haciéndose presentes Nick, Hank y Wu. En su relato el mafioso dice que quien lo salvó era una persona disfrazada de animal, aunque no resulta del todo convincente. Rápidamente los detectives descubren que el asesino muerto era el hijo de una importante abogada, que el capitán Renard conoce y sabe que es Weten Ogen. Renard, Nick y Hank interrogan a la abogada y revelan su condición de wesen y grimm. La madre del muerto revela que su hijo trabajaba para Daniel Troyer.
Pese a las precauciones tomadas, Frankie es víctima de un segundo intento de asesinato, pero nuevamente "el feroz animal" interviene segundos antes que el asesino lo mate con un hacha, devorando al atacante. La reiteración del extraño hecho comienza a desequilibrar a Frankie. 
Nick y Hank van a consultar a Monroe y Rosalee, quienes piensan que puede tratarse de una Maagd Zoektocht (sinónimo de Maiden Quest), una antiquísima costumbre wesen, por la que un hombre debe superar una serie de obstáculos y riesgos ("matar dragones") para hacerse merecedor de la doncella.
Frankie descubre que quien intenta matarlo es Daniel Troyer y decide ir a matarlo a su vez, en su propia mansión. Pero cuando saca su pistola, primero Troyer y luego su hija se transforman en Weten Ogens y lo atacan. En la lucha, se dispara el arma de Frankie hiriendo al jefe mafioso, en el momento que entran Nick y Hank. Emily corre entonces a socorrer a su padre, diciendo que ella nunca quiso ser parte de esa tradición. Pero el padre le responde que los desafíos no estaban diseñados para los tres hombres Weten Ogens, sino para ella misma, para que fuera digna de reemplazarlo. "Era tu misión, no la de ellos". Nick detiene al padre por intento de asesinato, pero no a Emily, porque ella salvó a Frankie dos veces. Frankie por su parte, quedó en un rincón en posición fetal y desequilibrado mentalmente .
En la última escena, Nick escucha ruidos en la puerta de su casa y resulta que es Trubel, que se encuentra malherida.

## Elenco regular
- David Giuntoli como Nick Burkhardt.
- Russell Hornsby como Hank Griffin.
- Silas Weir Mitchell como Monroe.
- Sasha Roiz como el capitán Renard.
- Bree Turner como Rosalee Calvert.
- Claire Coffee como Adalind Schade.
- Reggie Lee como el sargento Wu.